# Lost Tribe
Lost Tribe war eine US-amerikanische Band aus New York, die in ihrer Musik verschiedene Stile wie Rock, Funk und Jazz in fast ausschließlich instrumentaler Form verarbeitete.

## Bandgeschichte
Die Band formierte sich aus einer Reihe von Sessionmusikern, die bis dahin zum Teil nur wenig Studioerfahrung gesammelt hatten. Gitarrist David Gilmore war bereits seit einigen Jahren ein festes Mitglied von Steve Colemans Band Five Elements, während Ben Perowsky als Schlagzeuger u. a. für Bob Berg, Mike Stern und John Zorn gearbeitet hatte. Die anderen Mitglieder sollten erst in den Jahren, in denen Lost Tribe aktiv war, verstärkt Fuß fassen.
Einendes Element fast aller Stücke ist die instrumentale Darbietung, lediglich auf einigen Titeln gibt es einen an Rap angelehnten Sprechgesang zu hören. Auf dem ersten, von Walter Becker produzierten Album prägt noch ein gemeinsamer Fusion-Charakter die Titel, die teilweise mit dem repetitiven Stil Gilmores und diversen Soundeffekten versehen sind, letztere verleihen der Musik eine zusätzliche urbane Note. Zudem ist an einigen Stellen die Verwandtschaft zu den von Gilmore beigesteuerten Beiträgen innerhalb der Musik Steve Colemans deutlich wahrnehmbar. Den mit dem Debütalbum eingeleiteten Stil diversifizierte die Band in der Folgezeit, ohne dabei eine durchgehende Linie völlig aufzugeben. Das zweite Album ähnelt dem ersten noch recht stark und bietet bisweilen einen noch härteren Stil bis hin zu den Heavy-Metal-Anklängen des letzten Titels. Bei dem mit einem zeitlich größeren Abstand erschienenen dritten und letzten Album wurde schließlich der Jazzanteil stärker zu Lasten des Rock- und Funkanteils herausgekehrt, dabei jedoch gleichzeitig die größte stilistische Variabilität aufgeboten. Ein Grund für diese Veränderung liegt auch in dem nach dem zweiten Album erfolgten Ausstieg von Gilmore, das Abschlusswerk wurde von dem Restquartett eingespielt. Einen alleinigen oder Hauptkomponisten hatte die Band nicht, jedes Mitglied steuerte für sich alleine gleichberechtigt Kompositionen bei.
Trotz des Endes der Band wirkten in der Folgezeit mehrere Mitglieder auf anderen Projekten zusammen mit, so gastierten David Binney und Adam Rogers auf Fima Ephrons Album Soul Machine (2001), auf dem selbstbetitelten, im gleichen Jahr erschienenen Debütalbum des Bassisten Matthew Garrison waren Binney, Gilmore und Rogers zu hören. Letzterer nahm ab 2002 Soloalben auf und spielte auf Norah Jones’ Debütalbum, während Ephron Mitglied der Screaming Headless Torsos wurde. Binney und Ben Perowsky sind ebenfalls unter eigenem Namen aktiv.

## Besetzung
| Künstler      | Instrument                            |
| ------------- | ------------------------------------- |
| David Gilmore | Gitarre (nicht auf dem letzten Album) |
| Adam Rogers   | Gitarre                               |
| David Binney  | Saxophon                              |
| Fima Ephron   | Bass                                  |
| Ben Perowsky  | Schlagzeug                            |

## Diskografie
| Titel          | Jahr | Label             |
| -------------- | ---- | ----------------- |
| Lost Tribe     | 1993 | Windham Hill Jazz |
| Soulfish       | 1994 | Windham Hill Jazz |
| Many Lifetimes | 1998 | Arabesque         |